# Max Manus
Max Manus, właśc. Maximo Guillermo Manus (ur. 9 grudnia 1914 w Bergen, zm. 20 września 1996 w Bærum) – norweski partyzant, jedna z czołowych postaci norweskiego ruchu oporu w czasie II wojny światowej.

## Życiorys
Urodził się w Bergen, jego matka była Dunką. Służył w Szwedzkim Korpusie Ochotniczym w obronie Finlandii przed Armią Czerwoną podczas wojny zimowej. Po zakończeniu walk w 1940 roku, powrócił do okupowanej przez Niemców Norwegii i dołączył do grupy ludzi, którzy tworzyli pierwsze komórki oporu. W styczniu 1941 roku został aresztowany w swoim mieszkaniu w Oslo. Przy próbie ucieczki, wyskoczył przez okno. Został przewieziony do szpitala Ullevål sykehus, z którego po jakimś czasie uciekł. Przedostał się do Wielkiej Brytanii, gdzie został wszechstronnie przeszkolony w Szkocji. Po powrocie do Norwegii wstąpił do grupy „Gang z Oslo” (norw. Oslogjengen), która zajmowała się sabotażem i dywersją podwodną. Wsławiła się głównie akcjami przeciwko statkom niemieckim stacjonującym w porcie Oslo, z których najbardziej znaną było zatopienie torpedowca Donau.

## Odznaczenia
- Krzyż Wojenny z dwoma mieczami (Norwegia)
- Medal Obrony 1940–1945 z rozetką
- Distinguished Service Order (Wielka Brytania)
- Military Cross and Bar (Wielka Brytania)
- Medal Wolności z palmą srebrną (Stany Zjednoczone)

## Książki autobiograficzne
- Det vil helst gå godt  (1945)
- Det blir alvor (1946)
- Ognie nad fiordami (polski przekład wspomnień Maxa Manusa w jednym woluminie), tłumacz Janina Zagrodzka-Kawa, Wydawnictwo Ministerstwa Obrony Narodowej, 1983[1]

## W kulturze
- W 2008 roku zrealizowano w Norwegii film pt. Max Manus  w reżyserii Joachima Rønninga i Espena Sandberga. W roli tytułowej wystąpił Aksel Hennie[2].
- W 2011 powstał pomnik Maxa Manusa na terenie twierdzy Akershus w Oslo, autorstwa Pera Unga. Odsłonięcia dokonał Gunnar Sønsteby[3].